# Isaak Iosifovič Švarc
Isaak Iosifovič Švarc (in russo Исаак Иосифович Шварц?; 13 maggio 1923 – 27 dicembre 2009) è stato un musicista e compositore sovietico.

## Filmografia parziale
- Dersu Uzala - Il piccolo uomo delle grandi pianure (1975)
- La fuga del signor Makkinli (1975)